# Otočić Arkanđel
Otočić Arkanđel är en ö i Kroatien.   Den ligger i länet Dalmatien, i den södra delen av landet, 260 km söder om huvudstaden Zagreb. Arean är 0,60 kvadratkilometer.
Terrängen på Otočić Arkanđel är platt. Öns högsta punkt är 62 meter över havet. Den sträcker sig 0,6 kilometer i nord-sydlig riktning, och 1,4 kilometer i öst-västlig riktning.